# KLCS
KLCS é uma emissora de televisão americana com sede em Los Angeles, Califórnia. É afiliada às redes PBS, PBS Kids (DT2) e Create (DT3). Opera nos canais 58 UHF analógico e 41 UHF digital.